# Sechs Richtige – Glück ist nichts für Anfänger
Sechs Richtige – Glück ist nichts für Anfänger (Originaltitel: Heureux Gagnants) ist ein französischer Episodenfilm aus dem Jahr 2024 von Maxime Govare und Romain Choay. Premiere der Schwarzen Komödie war am 17. Januar 2024 am Festival international du film de comédie de l'Alpe d'Huez in Alpe d’Huez, wo der Film mit dem Prix Région Auvergne-Rhône-Alpes ausgezeichnet wurde.

## Handlung
Der Film behandelt in unterschiedlichen Episoden den Umgang von Lottogewinnern mit ihrem Gewinn.
In der ersten Geschichte sind Paul Roussel, seine Frau Louise und deren beide Kinder auf dem Weg in den Urlaub. Weil die Roussels pleite sind, können sie nicht wie von den Kindern gewünscht nach Thailand, sondern fahren zum Haus der Großmutter in den Süden. Beim Durchsuchen des Handschuhfachs finden sie heraus, dass Paul vor zwei Monaten fünf Millionen Euro im Lotto gewonnen hat. Um den Gewinn einzulösen, muss er sich allerdings noch am selben Tag vor 19.00 Uhr beim Glücksspielanbieter in Marseille melden, da dieser ansonsten verfällt. Es folgt ein Wettlauf gegen die Zeit und eine wilde Autofahrt durch die Stadt.
In der zweiten Episode gewinnt Julie zehn Millionen Euro. Glücklich und verträumt wird sie beim Überqueren der Straße vom Radfahrer Thomas angefahren. Der Unfall verläuft glimpflich, für Julie stellt sich Thomas aber als ihr Traummann heraus und die beiden landen im Bett. Allerdings warnt sie ihre Mitbewohnerin, dass es sich möglicherweise um einen Betrüger handeln könnte, der nur an ihrem Geld interessiert ist. Denn ihrer Mitbewohnerin kommt es seltsam vor, dass Julie, die seit zwei Jahren Single ist, kurz nach dem Lottogewinn auch auf den Traummann trifft. Julie stellt Thomas zur Rede, der reagiert verletzt.
Im dritten Abschnitt planen drei Terroristen einen Anschlag auf die Métro Paris. Einer von diesen, der Islamist Ahmed El Hajji, besorgt dafür eine SIM-Karte. Um gegenüber dem Verkäufer weniger verdächtigt zu wirken, kauft er auch ein Pornoheft und einen Lottoschein. Als er bereits mit seinen beiden Komplizen mit Sprengstoffwesten in den öffentlichen Verkehrsmitteln unterwegs ist, scheinen die Gewinnzahlen auf den Monitoren auf. Ahmed findet heraus, dass er 40 Millionen Euro gewonnen hat. Die drei wollen daher ihr Vorhaben vorerst aufschieben und zunächst das Geld kassieren.
In der vierten Episode sieht Henri, ein alter Mann in einem Seniorenheim, die Lottoziehung im Fernsehen. Nachdem er realisiert, dass er 60 Millionen Euro gewonnen hat, erliegt er vor Aufregung einem Herzinfarkt. Das Pflegeteam, darunter die eigentlich moralisch integre Sandra Arnaud, findet den Lottoschein. Es entbrennt eine Diskussion darüber, den Gewinn stillschweigend untereinander aufzuteilen oder die Familie des Verstorbenen zu informieren.

## Besetzung und Synchronisation
Die deutschsprachige Synchronisation übernahm die New Flash Films GmbH. Dialogregie führte Sven Riemann, das Dialogbuch schrieb Franziska Kruse.
| Rolle                | Darsteller                | Synchronsprecher       |
| -------------------- | ------------------------- | ---------------------- |
| Ahmed El Hajji       | Sami Outalbali            | Adam Nümm              |
| Dr. Lambert          | Sam Karmann               | Sven Brieger           |
| Erwan Prigent 'Omar' | Mathieu Lourdel           | Benjamin Plath         |
| Farid Boulane        | Illyès Salah              | Marc Bluhm             |
| Henri Vasseur        | Gilles Fisseau            | Reinhard Scheunemann   |
| Jean-Marc Arnaud     | Guy Lecluyse              | Thomas Fedrowitz       |
| Jessica Sato         | Ayumi Roux                | Karoline Vogel         |
| Julie                | Pauline Clément           | Anneke Schwabe         |
| Kioskverkäufer       | Alban Aumard              | Sven Riemann           |
| Louise Roussel       | Audrey Lamy               | Bianca Warnek-Steinke  |
| Maia Roussel         | Inès Angelina Mnafek-Aman | Stefanie Masnik        |
| Mathilde Lévy        | Louise Coldefy            | Franziska Kruse        |
| Mithäftling René     | Michel Masiero            | René Hofschneider      |
| Paul Roussel         | Fabrice Eboué             | Nico Selbach           |
| Polizist #1          | Axel Mandron              | Bastian Sierich        |
| Polizist #2          | Aurélien Bourremani       | Benjamin Bransch       |
| Polizist #3          | Pascal Blanc              | Nico Birnbaum          |
| Restaurantkellner    | Camille Charbeau          | Sebastian Liebich      |
| Samira               | Inès Melab                | Sandra Maria Fronterré |
| Sandra Arnaud        | Anouk Grinberg            | Karen Schulz-Vobach    |
| Thomas Masson        | Victor Meutelet           | Heinrich Bennke        |
| Victor Roussel       | Esteban Hernandez-Sanchez | Justus Grüntzig        |

## Produktion und Hintergrund
Der Film wurde von der französischen Les Improductibles produziert, als Produzent fungierte Renaud Chélélékian. Den Vertrieb übernahm in Deutschland Happy Entertainment und in Österreich Filmladen.
Die Kamera führte Patrick Ghiringhelli, die Musik schrieben David Menke und Lionel Limiñana. Das Szenenbild gestaltete Damien Rondeau und das Kostümbild Pauline Jacquard.
Der Film beginnt und endet mit dem Lied Quand la musique est bonne von Jean-Jacques Goldman.

## Veröffentlichung
Premiere war am 17. Januar 2024 am Festival international du film de comédie de l'Alpe d'Huez in Alpe d’Huez.
In Frankreich kam der Film am 13. März 2024 in die Kinos und in Österreich am 25. Oktober 2024. Der deutsche Kinostart war am 30. Januar 2025.
Auf Blu-ray soll der Film am 24. April 2025 erscheinen.

## Rezeption
Gaby Sikorski vergab auf filmstarts.de 3,5 von 5 Sternen und sah Parallelen zum Episodenfilm Wild Tales – Jeder dreht mal durch!. Der Film bediene sich beinahe sämtlicher Vorurteile und Klischees zum Thema Geld und Glück und mache daraus eine ziemlich bissige Komödie über die menschliche Gier, auch wenn dieser vermutlich weniger polarisiere als beispielsweise The Balconettes. Die zahlreichen unerwarteten Wendungen und Überraschungen machen einen großen Teil des Charmes dieses Films aus, der Cast sei gut gewählt.
Filmdienst.de bewertete den Film mit 2,5 von 5 Sternen. Der vergnügliche Episodenfilm mit vielen Anspielungen auf die Pop- und Filmkultur sei leidlich unterhaltsam, das Thema wurde so oder ähnlich aber auch schon in anderen Filmen behandelt.
Oliver Armknecht befand auf film-rezensionen.de, dass die schwarzhumorige Komödie abwechslungsreich sei, überraschende Einfälle habe, auch den einen oder anderen Denkanstoß gebe und vergab acht von zehn Punkten. Zu viel Tiefgang sollte man aber nicht erwarten, der Unterhaltungsfaktor stehe im Vordergrund.
Dietmar Kanthak (vier von fünf Sternen) meinte auf epd-film.de, dass der Film wenig Mitgefühl mit seinen Glücksspielgewinnern beweise, er bestrafe unbarmherzig Schwächen, Schuld und Fehltritte. Schauspielerisch erreiche der Film seinen Höhepunkt mit Anouk Grinberg als Altenpflegerin.

## Auszeichnungen und Nominierungen
Festival international du film de comédie de l'Alpe d'Huez 2024
- Auszeichnung mit dem Prix Région Auvergne-Rhône-Alpes (Maxime Govare und Romain Choay)[2][3]